# Teatro Mijáilovski
El Teatro Mijáilovski (en ruso: Михайловский театр), también llamado Teatro Maly ("pequeño teatro") y Teatro Músorgski, es un teatro de San Petersburgo dedicado a obras de teatro, ópera y ballet. Abierto el 11 de abril de 1806 —uno de los más antiguos de Rusia— debe su nombre a Miguel Pávlovich de Rusia.
Desde el año 2007, la Directora Artística de la Mijáilovski Opera es Yelena Obraztsova y Director Artístico del Ballet es Faruj Ruzimátov. A finales del año 2009, las continuas desavenencias con el propietario del teatro y magnate de la fruta Vladímir Kejman, fuerzan una brusca salida de Faruj Ruzimátov. Tras un periodo de transición con Mijaíl Messerer, en el año 2010, firma como nuevo director Nacho Duato.
El Mijáilovski Ballet debutó en Londres en julio del 2008 en el London Coliseum.